# Martin Verdonk
Martin Verdonk (Willemstad, Curaçao, 5 april 1959) is een Nederlandse percussionist, docent en teambuilder
Verdonk verhuisde in 1971 met zijn ouders van Curaçao naar Nederland. Van 1982 tot 1984 studeerde hij Latijns-Amerikaanse percussie aan het conservatorium van Rotterdam. In 1986,1987 en 1988 volgde hij een masteropleiding aan het Conjunto Folklorico Nacional de Cuba. Zijn docenten daar waren onder meer Mario Jaurequi, Roberto Vizcaino en Giovanni Hidalgo.
Samen met Santana-percussionisten Raul Rekow en Orestes Vilató vormde hij de band  Congarilla, met wie hij tussen 1986 en 1989 door Europa toerde. In 1990 voegde hij zich bij de band Loïs Lane, die als voorprogramma voor de 'Nude tour' van Prince speelde. Hieruit volgden diverse optredens met Prince, waaronder in het Londense Wembley Stadion. 
Daarna werd Verdonk een veelgevraagd muzikant, zowel live als in de studio. Hij speelde met talrijke jazz-, rock-, pop-, world- en fusion-musici en -bands, waaronder Donna Summer, Lionel Richie, James Taylor, Steve Winwood, Ilse DeLange, Nick & Simon, Doe Maar, OG3NE, Incognito, Richard Bona, Chaka Khan e.v.a.
Verdonk nam twee eigen albums op, Tribal Fusion en Old School New Sound.
Verdonk is naast zijn actieve carrière als musicus docent aan het conservatorium van Rotterdam en Artez Enschede. Ruim 20 keer werd Verdonk door de lezers van het vakblad Slagwerkkrant gekozen tot 'percussionist van het jaar’ en in 2023 kreeg hij de prijs van ‘All Time Favorite’ uitgereikt en daardoor kreeg hij een plaats in de Hall of Fame! Dit maakte hem tot de meest succesvolle Nederlandse percussionist tot heden. 
Verdonk heeft ook een YouTubekanaal, Martin Verdonk Master Sessions.
In zijn eigen studio neemt hij voor vele artiesten op.
www.mvpercussionstudio.com

## Discografie
- Tribal Fusion met Danny Gottlieb, Horacio Hernandez, 2004
- Old School New Sound met Orestes Vilato, Walfredo Rejes Jr., Paul van Wageningen, Peter Tiehuis, Eric Calmes, Randal Corsen, Kevin Robinson, 2004